# GParted
GParted je správce diskových oddílů pro Linux. Funguje jako grafické uživatelské rozhraní pro řadu jednodušších programů pracujících v příkazovém řádku, zejména pro program GNU Parted, který je přímo určen na práci s oddíly. Od dostupnosti jiných pomocných programů se odvíjí především podpora pro práci s jednotlivými souborovými systémy. GParted je napsaný v C++ s využitím knihovny GTK+ (přes gtkmm) a je uvolněn pod licencí GNU GPL, jedná se tedy o svobodný software.
Jakožto správce diskových oddílů je součástí mnoha systémů spustitelných z CD. Zahrnuje ho například Knoppix, Puppy Linux a Parted Magic. Kromě toho i přímo vývojáři GPartedu nabízí ke stažení spustitelný obraz s GPartedem, který je založený na Debianu.

## Podpora souborových systémů
Míra podpory různých souborových systémů (za předpokladu zkompilování s patřičnou podporou a s nainstalovanými pomocnými nástroji) je shrnuta v následující tabulce:
|              | detekce | čtení | vytvoření | zvětšení | zmenšení | přesun | kopírování | kontrola | změna názvu | UUID |
| ------------ | ------- | ----- | --------- | -------- | -------- | ------ | ---------- | -------- | ----------- | ---- |
| BitLocker    | Ano     | Ne    | Ne        | Ne       | Ne       | Ne     | Ne         | Ne       | Ne          | Ne   |
| Btrfs        | Ano     | Ano   | Ano       | Ano      | Ano      | Ano    | Ano        | Ano      | Ano         | Ano  |
| crypt / LUKS | Ano     | Ne    | Ne        | Ne       | Ne       | Ne     | Ne         | Ne       | Ne          | Ne   |
| exFAT        | Ano     | Ne    | Ne        | Ne       | Ne       | Ano    | Ano        | Ne       | Ne          | Ne   |
| ext2         | Ano     | Ano   | Ano       | Ano      | Ano      | Ano    | Ano        | Ano      | Ano         | Ano  |
| ext3         | Ano     | Ano   | Ano       | Ano      | Ano      | Ano    | Ano        | Ano      | Ano         | Ano  |
| ext4         | Ano     | Ano   | Ano       | Ano      | Ano      | Ano    | Ano        | Ano      | Ano         | Ano  |
| F2FS         | Ano     | Ne    | Ano       | Ne       | Ne       | Ano    | Ano        | Ne       | Ne          | Ne   |
| FAT16        | Ano     | Ano   | Ano       | Ano      | Ano      | Ano    | Ano        | Ano      | Ano         | Ano  |
| FAT32        | Ano     | Ano   | Ano       | Ano      | Ano      | Ano    | Ano        | Ano      | Ano         | Ano  |
| HFS          | Ano     | Ano   | Ano       | Ne       | Ano      | Ano    | Ano        | Ne       | Ne          | Ne   |
| HFS+         | Ano     | Ano   | Ano       | Ne       | Ano      | Ano    | Ano        | Ano      | Ne          | Ne   |
| JFS          | Ano     | Ano   | Ano       | Ano      | Ne       | Ano    | Ano        | Ano      | Ano         | Ano  |
| swap         | Ano     | Ne    | Ano       | Ano      | Ano      | Ano    | Ano        | Ne       | Ano         | Ano  |
| LVM2 PV      | Ano     | Ano   | Ano       | Ano      | Ano      | Ano    | Ne         | Ano      | Ne          | Ne   |
| NILFS2       | Ano     | Ano   | Ano       | Ano      | Ano      | Ano    | Ano        | Ne       | Ano         | Ano  |
| NTFS         | Ano     | Ano   | Ano       | Ano      | Ano      | Ano    | Ano        | Ano      | Ano         | Ano  |
| ReFS         | Ano     | Ne    | Ne        | Ne       | Ne       | Ne     | Ne         | Ne       | Ne          | Ne   |
| Reiser4      | Ano     | Ano   | Ano       | Ne       | Ne       | Ano    | Ano        | Ano      | Ne          | Ne   |
| ReiserFS     | Ano     | Ano   | Ano       | Ano      | Ano      | Ano    | Ano        | Ano      | Ano         | Ano  |
| UFS          | Ano     | Ne    | Ne        | Ne       | Ne       | Ano    | Ano        | Ne       | Ne          | Ne   |
| XFS          | Ano     | Ano   | Ano       | Ano      | Částečně | Ano    | Ano        | Ano      | Ano         | Ano  |